# Hanni (cantante)
Phạm Ngọc Hân  (Melbourne, Victoria, 6 de octubre de 2004), más conocida como  Hanni (hangul: 하니 (romanización revisada, Hani)), es una cantante y modelo vietnamita-australiana.

## Biografía y carrera

### 2004-2021: Primeros años y actividades predebut
Hanni nació como Phạm Ngọc Hân, el 6 de octubre de 2004, en Melbourne, Victoria, Australia, de padres vietnamitas. En algún momento antes de su nacimiento, su familia emigró a Australia, donde vivió hasta mudarse a Corea del Sur.  En 2019, comenzó a actuar en su ciudad natal como miembro del Aemina Dance Crew, que se especializaba en cubrir coreografías de grupos de K-pop.
Durante su período como aprendiz, Hanni hizo un cameo en el video musical de BTS de julio de 2021 para "Permission to Dance", junto a su compañera de grupo Minji.

### 2022-presente: Debut con NewJeans
Hanni debutó como miembro del grupo de chicas surcoreano NewJeans con el sencillo "Attention" el 22 de julio de 2022,  sin ninguna promoción previa ni información sobre la alineación del grupo. Desde su debut, dos canciones lanzadas por NewJeans tienen letras escritas por Hanni.

## Afiliados
En octubre de 2022, Gucci anunció que había contratado a Hanni como una de sus embajadoras de marca. En 2023, apareció por primera vez en una campaña para el bolso Gucci Horsebit 1955 junto a Halle Bailey y Julia Garner, antes de ser elegida como modelo única para su campaña global, desarrollada por el director creativo de Gucci, Sabato de Sarno, al año siguiente.  En febrero de 2023, Hanni se convirtió en embajadora mundial de Armani Beauty. Apareció en dos campañas para la base Power Fabric+ y el lápiz labial Lip Maestro Satin de la marca. Ese mismo mes, Gucci nombró a Hanni embajadora mundial.  Al año siguiente, se convirtió en embajadora mundial de Gucci Beauty.
En agosto de 2023, Hanni apareció en la portada de la revista Elle, presentada en colaboración con la firma Chaumet. En febrero de 2024, apareció en la portada de W Korea, fotografiada por Hiroshi Fujiwara. Colaboró nuevamente con Chaumet en marzo de 2024 para la portada de Marie Claire Korea.  Ese mismo mes, Hanni se convirtió en embajadora mundial de UGG.

## Discografía

### Créditos de composición
Todos los créditos están adaptados por la Asociación de Derechos de Autor de la Música de Corea, a menos que se indique lo contrario.
| Song       | Artist(s) | Writer(s)                           | Album     | Year |
| ---------- | --------- | ----------------------------------- | --------- | ---- |
| "Hype Boy" | NewJeans  | Hanni Gigi Ylva Dimberg 250         | New Jeans | 2022 |
| "OMG"      | NewJeans  | Hanni Gigi Ylva Dimberg Park Jin-su | OMG       | 2023 |

## Videografía
| Año  | Título                | Artista | Ref.  |
| ---- | --------------------- | ------- | ----- |
| 2021 | "Permission To Dance" | BTS     | [ 3 ] |